# Ignacio Lemmo
Ignacio Nicolás Lemmo Gervasio (Montevideo, 13 gennaio 1990) è un calciatore uruguaiano, attaccante del Dep. Recoleta.